# Landtagswahl in Mecklenburg-Vorpommern 2026

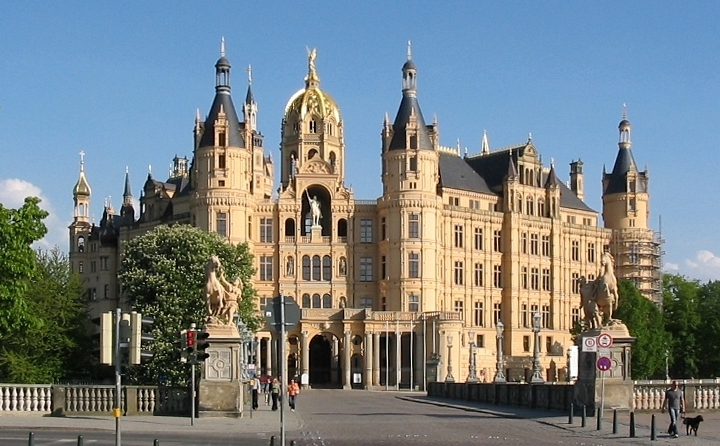
Der Landtag Mecklenburg-Vorpommern

Die Wahl zum neunten Landtag Mecklenburg-Vorpommern findet voraussichtlich am 20. September 2026 statt.

## Organisation

### Wahlrecht
Der Landtag besteht aus mindestens 71 Sitzen. Davon werden 36 Mandate in Einmannwahlkreisen nach relativer Mehrheitswahl und die restlichen über geschlossene Listen vergeben. Aktiv wahlberechtigt ist jeder Deutsche, der das 16. Lebensjahr vollendet hat und seit mindestens 37 Tagen in Mecklenburg-Vorpommern wohnt. Passiv wahlberechtigt, also wählbar, ist jede Person, die am Wahltag das 18. Lebensjahr vollendet hat und seit mindestens drei Monaten ihren Hauptwohnsitz im Bundesland hat. Nicht wählbar sind Personen, die durch rechtskräftige Urteile die Wählbarkeit oder das Ausüben öffentlicher Ämter verloren haben.

### Sitzzuteilungsverfahren
Die Mandate werden nach dem Verfahren Hare/Niemeyer verteilt.

### Wahltermin
Gemäß der Verfassung des Landes Mecklenburg-Vorpommern findet eine Wahl frühestens achtundfünfzig, spätestens einundsechzig Monate nach Beginn der Wahlperiode statt (Art. 27 Abs. 1 S. 2). Die Konstituierung des 8. Landtag Mecklenburg-Vorpommerns geschah am 26. Oktober 2021. Vorbehaltlich einer Selbstauflösung des Parlaments, findet die Wahl zwischen dem 30. August 2026 und 22. November 2026 statt. Wenn die Wahl wieder Mitte bzw. Ende September durchgeführt werden soll, kommen der 20. bzw. der 27. September 2026 infrage.

## Ausgangslage

### Vorherige Landtagswahl 2021
Die SPD ging aus der Landtagswahl als klare Siegerin hervor, sie gewann 9 Prozentpunkte dazu und blieb nur knapp unter 40 Prozent. Die AfD bekam 16,7 Prozent und musste damit deutlich Verluste hinnehmen, blieb aber zweitstärkste Kraft im Landtag. Die CDU erzielte 13,3 Prozent und blieb weiterhin drittstärkste Kraft im Landtag, auch wenn sie ebenfalls Verluste hinnehmen musste.
Die Linke war zum ersten Mal in ihrer Landesgeschichte nur noch einstellig. FDP und Grüne schafften den Wiedereinzug in den Landtag, beide erzielten jeweils 5 Mandate.
Nach der Wahl ging die Wahlsiegerin in Koalitionsgespräche mit CDU und Linkspartei. Nach erfolgreichen Sondierungsgesprächen zwischen Linkspartei und SPD bildeten beide Kräfte eine Rot-Rote Regierung unter Führung der SPD, damit wurde die bisherige Große Koalition beendet.

### Bisher im Landtag vertretene Parteien
| Fraktion / Landesverband | Fraktion / Landesverband                    | Kurzbe- zeichnung | Sitze     | Sitze           |
| Fraktion / Landesverband | Fraktion / Landesverband                    | Kurzbe- zeichnung | Wahl 2021 | Stand 25.2.2025 |
| ------------------------ | ------------------------------------------- | ----------------- | --------- | --------------- |
|                          | Sozialdemokratische Partei Deutschlands     | SPD               | 34        | 34              |
|                          | Alternative für Deutschland                 | AfD               | 14        | 13              |
|                          | Christlich-Demokratische Union Deutschlands | CDU               | 12        | 13              |
|                          | Die Linke                                   | LINKE             | 09        | 09              |
|                          | Bündnis 90/Die Grünen                       | GRÜNE             | 05        | 05              |
|                          | Freie Demokratische Partei                  | FDP               | 05        | 04              |
|                          | Fraktionslose                               | —                 | —         | 01              |

## Umfragen
Siehe auch: Bundestrend

### Sonntagsfrage

Verlauf der Umfragen

| Institut          | Datum      | SPD    | AfD    | CDU    | Linke  | Grüne | FDP   | BSW    | Sonst. |
| ----------------- | ---------- | ------ | ------ | ------ | ------ | ----- | ----- | ------ | ------ |
| INSA              | 28.04.2025 | 21 %   | 29 %   | 17 %   | 15 %   | 5 %   | —     | 6 %    | 7 %    |
| Bundestagswahl    | 23.02.2025 | 12,4 % | 35,0 % | 17,8 % | 12,0 % | 5,4 % | 3,2 % | 10,6   | 3,6 %  |
| Forsa             | 07.02.2025 | 21 %   | 29 %   | 16 %   | 8 %    | 7 %   | 3 %   | 9 %    | 7 %    |
| Infratest dimap   | 28.01.2025 | 22 %   | 30 %   | 17 %   | 7 %    | 6 %   | 3 %   | 10 %   | 5 %    |
| INSA              | 04.12.2024 | 21 %   | 27 %   | 19 %   | 5 %    | 5 %   | 2 %   | 16 %   | 5 %    |
| Infratest dimap   | 03.11.2024 | 22 %   | 28 %   | 19 %   | 5 %    | 4 %   | —     | 14 %   | 8 %    |
| INSA              | 25.09.2024 | 20 %   | 25 %   | 21 %   | 4 %    | 5 %   | 2 %   | 17 %   | 6 %    |
| Europawahl        | 09.06.2024 | 10,3 % | 28,3 % | 21,5 % | 4,9 %  | 4,8 % | 2,6 % | 16,4 % | 11,2 % |
| INSA              | 06.06.2024 | 23 %   | 25 %   | 20 %   | 5 %    | 6 %   | 4 %   | 14 %   | 3 %    |
| Forsa             | 15.05.2024 | 20 %   | 25 %   | 19 %   | 6 %    | 7 %   | 3 %   | 14 %   | 6 %    |
| Infratest dimap   | 09.05.2024 | 21 %   | 26 %   | 21 %   | 5 %    | 8 %   | —     | 10 %   | 8 %    |
| Forsa             | 19.01.2024 | 21 %   | 31 %   | 18 %   | 8 %    | 8 %   | 3 %   | 5 %    | 6 %    |
| Infratest dimap   | 19.09.2023 | 23 %   | 32 %   | 18 %   | 8 %    | 8 %   | 3 %   | —      | 8 %    |
| INSA              | 06.07.2023 | 27 %   | 29 %   | 18 %   | 10 %   | 6 %   | 4 %   | —      | 6 %    |
| INSA              | 14.04.2023 | 28 %   | 25 %   | 19 %   | 11 %   | 6 %   | 5 %   | —      | 6 %    |
| Forsa             | 26.01.2023 | 27 %   | 21 %   | 18 %   | 12 %   | 9 %   | 4 %   | —      | 9 %    |
| Infratest dimap   | 19.10.2022 | 28 %   | 24 %   | 17 %   | 8 %    | 11 %  | 4 %   | —      | 8 %    |
| Infratest dimap   | 08.06.2022 | 30 %   | 19 %   | 19 %   | 9 %    | 11 %  | 4 %   | —      | 8 %    |
| INSA              | 29.04.2022 | 35 %   | 18 %   | 16 %   | 11 %   | 6 %   | 6 %   | —      | 8 %    |
| Forsa             | 24.03.2022 | 34 %   | 16 %   | 16 %   | 12 %   | 7 %   | 5 %   | —      | 10 %   |
| INSA              | 14.02.2022 | 36 %   | 17 %   | 16 %   | 11 %   | 6 %   | 6 %   | —      | 8 %    |
| Bundestagswahl    | 26.09.2021 | 29,1 % | 18,0 % | 17,4 % | 11,1 % | 7,8 % | 8,2 % | —      | 8,4 %  |
| Landtagswahl 2021 | 26.09.2021 | 39,6 % | 16,7 % | 13,3 % | 9,9 %  | 6,3 % | 5,8 % | —      | 8,4 %  |